# Spøgelsesskib
Et spøgelselsskib er et fartøj uden en levende besætning ombord; dette kan være et fartøj i folklore eller fiktion med spøgelser ombord, såsom Den Flyvende Hollænder eller virkelige forladte skibe, der bliver fundet flydende omkring med enten en manglende eller død besætning som Mary Celeste.
Termen bruges nogle gange om skibe der er taget ud af brug, men endnu ikke sendt til ophugning, samt for både der driver omkring efter at deres fortøjringer er gået løs.

## Historiske
- 1750 eller 1760, SV Sea Bird
- 15. maj 1854, HMS Resolute
- 25. november 1872, SV Mary Celeste
- 29. august 1884, SV Resolven
- 1885, SV The Twenty One Friends
- 1897, Young Phoenix
- 22. januar 1906, SS Valencias redningsbåd
- Oktober 1917, SV Zebrina
- Januar 1921, SV Carroll A. Deering
- 3. oktober 1923, SV Governor Parr
- 1928 København
- 24. november 1931, SS Baychimo
- 3. oktober 1955, MV Joyita
- 1. juli 1969, SV Teignmouth Electron
- 1975 SV Ocean Wave
- December 2002, the MV High Aim 6
- 24. marts 2006, MT Jian Seng
- 24. august 2006, SV Bel Amica
- 18. april 2007, SV Kaz II
- 28. oktober 2008, MV Tai Ching 21
- Januar 2009, SV Lunatic
- 20. marts 2012, MV Ryou-Un Maru
- Februar 2013, MV Lyubov Orlova

## Fiktion

### Film
- 1935: The Mystery of the Mary Celeste (udgivet i USA som Phantom Ship)
- 1943: The Ghost Ship fortæller om besætningen på Altairs mystiske død.
- 1951: Pandora and the Flying Dutchman
- 1952: Ghost Ship
- 1965: The Chase (Doctor Who) giver en fiktiv årsag til at besætningen på Mary Celeste forsvandt, da Daleks ved en fejl lander på skiet.
- 1973: The Carnival of Monsters (Doctor Who) omhandler skæbnen for SS Bernice.
- 1980: Death Ship omhandler et tabt Kriegsmarine fængselsskib
- 1980: The Fog, en amerikansk gyserfilm
- 1985: The Goonies, en gruppe børn redder deres hjem fra at blive reddet ned efter de finder et spansk kort, der leder dem på en skattejagt for at finde den længe forsvundne skat fra One-Eyed Willy, der var en legendarisk pirat fra 1600-tallet. Han skib, Inferno, bliver et spøgelsesskib.
- 1998: The X-Files, – 6x03 – "Triangle"
- 2001: The Triangle indeholder et stort forladt kyrdstogtskib der er hjemsøgt.
- 2001: Lost Voyage, en overnaturlig thriller om en gruppe mennesker, der undersøger SS Corona Queen, der pludseligt er dukket frem i Bermudatrekanten efter 30 år.
- 2002: Ghost Ship, omhandler Antonia Graza et italiensk krydstogtskib der forsvandt 40 år tidligere.
- 2003: Pirates of the Caribbean: The Curse of the Black Pearl har Black Pearl som spøgelsesskib. Efterfølgerne Dead Man's Chest (2006) og At World's End (2007) har yderligere et spøgelselsskib i from af Flying Dutchman.
- 2006: Ghostboat, a British television drama, depicting a missing Second World War submarine that re-appears, and a mission to re-trace its last voyage, leading the crew to being affected by supernatural forces. Based on a 1972 novel of the same name.
- 2007: Supernatural[flertydigt link ønskes præciseret] – 3x06 – "Red Sky at Morning"
- 2009: Triangle er en psykologisk gyserfilm om en gruppe venner på en yacht-tur der opdager et forladt skib kaldet Aeolus.

### Musik
- Den flyvende hollænder af Richard Wagner